# Santa Cruz de Los Taques
Santa Cruz de Los Taques – miasto w Wenezueli, w stanie Falcón.